# Колдзате
Колдза̀те (на италиански: Colzate; на ломбардски: Colgiat, Колджат) е село и община в Северна Италия, провинция Бергамо, регион Ломбардия. Разположено е на 424 m надморска височина. Населението на общината е 1624 души (към 2017 г.).